# The Blues Never Die!
The Blues Never Die! è un album di Otis Spann, pubblicato dalla Prestige Records nel 1965. Il disco fu registrato il 21 novembre 1964 a Chicago, Illinois (Stati Uniti).

## Tracce
Lato A
1. The Blues Never Die – 3:40 (Otis Spann)
2. I Got a Feeling – 2:50 (Otis Spann)
3. One More Mile to Go – 3:45 (James Cotton)
4. Feelin' Good – 3:30 (Otis Spann)
5. After Awhile – 4:05 (Otis Spann)

Lato B
1. Dust My Broom – 2:35 (Elmore James)
2. Straighten up, Baby – 2:30 (James Cotton)
3. Come On – 2:40 (Otis Spann)
4. Must Have Been the Devil – 2:40 (Otis Spann)
5. Lightnin' – 2:50 (James Cotton)
6. I'm Ready – 3:05 (Muddy Waters (o) Willie Dixon)

- Relativamente al brano I'm Ready, in alcune note di copertina come autore del brano è indicato Muddy Waters, in altre Willie Dixon

## Musicisti
- Otis Spann - pianoforte
- Otis Spann - voce (brani: A1, A2, A5, B3 e B4)
- James Cotton - armonica
- James Cotton - voce (brani: A3, A4, B1, B2 e B6)
- Dirty Rivers (Muddy Waters) - chitarra
- James Madison - chitarra
- Milton Rector - basso
- S.P. Leary - batteria